# JoJo no Kimyo na Boken
JoJo no Kimyō na Bōken (ジョジョの奇妙な冒険, lit. (As) Bizarras Aventuras de JoJo) é um mangá japonês escrito e ilustrado por Hirohiko Araki. O mangá foi publicado pela Shueisha em sua revista Weekly Shōnen Jump entre 1987 e 2004, e a partir de 2004 pela revista seinen Ultra Jump. É o segundo mangá mais longo da Shonen Jump com 132 volumes (apenas atrás de Kochi-Kame, concluído com 201 volumes) e ainda está em produção. O que fazia dele também, até meados de 2012, o mangá mais longo sem uma adaptação para televisão.
O mangá conta a história da família Joestar e suas lutas contra forças sobrenaturais. Ele é divido em 9 partes, e em cada uma há o mais recente primogênito dos Joestar, por via de regra apelidado de JoJo, fadado a seguir as tradições de sua família, "cumprindo com o seu destino" ao participar ativamente em combate a tal presença mística e derivados que assombram a sua família há séculos.
Uma adaptação para anime, produzida pela David Production, foi exibida de 6 de outubro de 2012 a 6 de abril de 2013 na Tokyo MX, adaptando os dois primeiros arcos, Phantom Blood e Battle Tendency, totalizando 26 episódios. Posteriormente, essa série recebeu sequências: JoJo's Bizarre Adventure: Stardust Crusaders (5 de abril de 2014 a 20 de junho de 2015), dividida em duas temporadas de 24 episódios, adaptando o terceiro arco do mangá. Em 2016, foi produzido JoJo's Bizarre Adventure: Diamond is Unbreakable (2 de abril de 2016 a 24 de dezembro de 2016) com 39 episódios. Em 2018, a parte 5 foi adaptada como JoJo's Bizarre Adventure: Golden Wind (8 de Outubro de 2018 a 28 de Julho de 2019), também com 39 episódios. Já em 2021, a parte 6, Jojo's Bizarre Adventure: Stone Ocean, estreou na Netflix, sendo dividida em três partes com lançamentos em épocas distintas (1º de Dezembro de 2021 a 1º de Dezembro de 2022).
A série foi adaptada para um OVA de seis episódios, baseado na segunda metade do terceiro arco, Stardust Crusaders, que foi lançado entre 1993 e 1994 pelo Studio A.P.P.P. Seis anos depois, o mesmo estúdio produziu uma série de sete episódios baseado na primeiro metade do mesmo arco, que durou até 2002. O estúdio ainda produziu um filme baseado no primeiro arco, Phantom Blood, em 2007, que em 2025 encontraram uma parte dublada em inglês britânico.

## Enredo
JoJo's conta a história da família Joestar, uma família cujos vários membros descobrem que estão destinados a derrubar inimigos sobrenaturais, tais como Dio Brando um vampiro semi-imortal, Yoshikage Kira um serial killer e Diavolo um líder de gangue usando poderes únicos que possuem. Sendo dividido em nove partes únicas, cada uma seguindo a história de um descendente da família Joestar, que inevitavelmente tem um nome que pode ser abreviado para o titular "JoJo". As primeiras seis partes da série ocorrem em uma única continuidade, enquanto as partes 7, 8 e 9 ocorrem em uma continuidade alternativa.

### Protagonistas
Cada parte do manga tem protagonistas diferentes e se passam em períodos específicos ao decorrer da obra. Sendo assim:
Com o lançamento de The JOJOLands, ao todo são nove protagonistas no total.
| Nome                              | Parte                   |
| --------------------------------- | ----------------------- |
| Jonathan Joestar                  | Phantom Blood           |
| Joseph Joestar                    | Battle Tendency         |
| Jotaro Kujo                       | Stardust Crusaders      |
| Josuke Higashikata                | Diamond is Unbreakable  |
| Giorno Giovanna / Haruno Shiobana | Vento Aureo/Golden Wind |
| Jolyne Cujoh                      | Stone Ocean             |
| Johnny Joestar                    | Steel Ball Run          |
| Josuke Higashikata (Gappy)        | JoJolion                |
| Jodio Joestar                     | The JOJOLands           |

## Produção

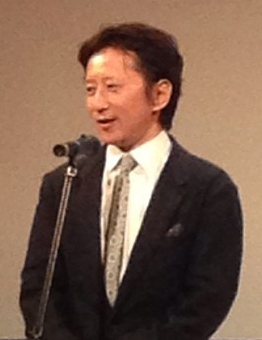
Hirohiko Araki, em uma de suas apresentações sobre a franquia

Araki queria usar um método clássico como base e introduzir elementos modernos no singular. Como exemplo, ele frequentemente desenha em um estilo realista, mas usa cores surreais, além de que, pelo que sabemos ele não gosta muito de tirar fotos (fato não confirmado). Araki tem tido como objetivo atrair os espíritos reais em JoJo, fazendo com que ele vá ao rio Kappa, em Tōno, Iwate , para entender melhor o conceito. Araki alega ser inspirado na arte dos anos 80, técnicas de sombreamento na arte ocidental e pinturas clássicas; A coloração do mangá é baseada em cálculos ao invés de consistência, com Araki citando artistas como Paul Gauguin como inspiração. Ele também afirma que o mistério é o tema central do mangá, como ele era fascinado por ele como uma criança. Além disso, Araki queria explorar superpoderes e energia na Jojo's Bizarre Adventure, resultando em vários conceitos, como o Hamon e o Stands. Ele disse que a base sobrenatural das lutas de sua série igualou o campo de batalha para mulheres e crianças se encontrarem contra homens fortes. Para os Stardust Crusaders em particular, Araki foi influenciado pelos RPGs no desenvolvimento das habilidades dos personagens.
Os personagens não tinham modelos, mas de acordo com Araki ele faz o Stand antes de fazer o personagem, mas isso quando ele já está escrevendo, a exceção de Jotaro Kujo, que era baseado em Clint Eastwood . Para cada parte, Araki afirmou que queria tentar um tipo diferente de personagem principal. Por exemplo, enquanto Jonathan Joestar, da Parte 1, era uma pessoa séria e honesta, Joseph Joestar, da Parte 2, era um trapaceiro que gostava de mexer com as pessoas. Apesar de suas personalidades serem diferentes, os dois compartilham uma semelhança física a fim de ter alguma continuidade porque era inédito na época que um personagem principal morresse em uma série semanal Shonen Jump. O foco consistente de Araki na família Joestar tinha a intenção de dar uma sensação de orgulho, bem como devido à maravilha e mistério que existe na linhagem.
Tendo originalmente planejado a série como uma trilogia, Araki pensou em ter o confronto final no Japão atual. Mas ele não queria que fosse um caso de torneio, que era popular na Weekly Shonen Jump na época, e então decidiu fazer da Parte 3 um " road movie " inspirado em A volta ao Mundo em oitenta dias. Com a parte 4, Araki disse que ele se afastou de "homens musculosos" como eles caíram de popularidade com os leitores e ele queria se concentrar mais na moda. Ao projetar as roupas de seus personagens, Araki considera a moda cotidiana e a "roupa bizarra e caricatural que seria impraticável na vida real". Para a Parte 6, Araki escreveu uma protagonista feminina pela primeira vez, o que ele achou complicado, mas também interessante devido à humanidade que ela poderia possuir. Mais tarde, ele descreveu que na parte 2 a personagem de Lisa Lisa é era "inédita" tanto no mangá quanto na sociedade em geral, e disse que era empolgante desafiar as expectativas das pessoas com o tipo guerreira feminina. Não tendo especificamente estabelecido a criação de um personagem com deficiência, Araki explicou que o paraplégico Johnny Joestar da Parte 7 era um resultado natural de querer mostrar um personagem que pudesse crescer fisicamente e mentalmente durante uma corrida onde "ele seria forçado não só para confiar em outras pessoas, mas também em cavalos".
Araki usa onomatopéia e poses diferenciadas na série, que ele atribui ao seu amor por heavy metal e filmes de terror. Os poses, que são conhecidos no Japão como JoJo-dachi (ジョジョ立ち), são ícones em suas capas de livros e painéis, e foram inspirados pela viagem de Araki para a Itália aos 20 anos e os estudos das esculturas de Michelangelo. As poses são tão populares que os fãs as reencenam em homenagem a JoJo, havendo até concurso de melhores poses.

## Mídia

### Mangá
Atualmente, existem nove arcos que dividem a série, cada um conta com diferentes temas, protagonistas, personagens, etc. O título mais recente é JoJo's Bizarre Adventure Part 9: The JOJOLands, publicado de fevereiro de 2023 em diante.
Originalmente foi conhecido como JoJo's Bizarre Adventure Part 1 Jonathan Joestar: Sua Juventude (ジョジョの奇妙な冒険 第一部 ジョナサン・ジョースター ―その青春―, JoJo no Kimyō na Bōken Dai Ichi Bu Jonasan Jōsutā -Sono Seishun-) começou sua publicação na Shonen Jump Edição Dupla #1-2 em Janeiro de 1987.
No Brasil o mangá só foi oficialmente lançado em julho de 2018 pela Panini, atualmente até a parte 6, mas já confirmada o lançamento da parte 7. Seu formato é estilo bunko, que reduzindo o número de volumes dos originais, possuindo uma média de 300 a 350 páginas por edição.

### Anime
A série recebeu algumas versões animadas até o momento, começando pelos OVAs de 1993, pelo estúdio A.P.P.P., e uma nova série produzida pela David Production a partir de 2012, adaptando os seis arcos do mangá. 
- A.P.P.P. Duas séries de OVA foram adaptadas da terceira parte do mangá, Stardust Crusaders, pela A.P.P.P. (Another Push Pin Planning) no Japão. A primeira lançada com seis episódios em 1993 começa com Jotaro, Joseph, Polnareff, Avdol, Kakyoin e Iggy no deserto egípcio na sua aventura para encontrar Dio (volume 20 no mangá). A série ofereceu pouquíssimas explicações, assumindo a posição de que o telespectador já conhece a trama. Uma série de sete episódios foi lançada mais tarde em 2001, dando a explicação dos acontecimentos para aqueles não familiarizados com a série, e começam com Joseph indo para o Japão para explicar o comportamento estranho de seu neto, Jotaro (volume 12 no mangá).

- David Production Em 2012, JoJo ganha uma nova adaptação televisiva. A série estreou em 5 de outubro de 2012 e terminou em março de 2013. Foi composta de 26 episódios que adaptam os dois primeiros arcos do mangá, Phantom Blood e Battle Tendency. Em 4 de abril de 2014, sua 2ª temporada estreou adaptando o 3º arco do mangá Stardust Crusaders. Foi anunciada a continuação da série adaptando a parte 4 do mangá, Diamond is Unbreakable, que saiu em 1º de abril de 2016 e encerrou-se no dia 23 de dezembro de 2016. Em 21 de junho de 2018 foi confirmado uma continuação, adaptando a parte 5 do mangá, Vento Aureo/Golden Wind, que recebeu seu primeiro episódio em outubro de 2018. Em 2021, foi confirmada a produção do anime de Stone Ocean, protagonizado por Jolyne Cujoh e seu lançamento aconteceu em 1 de Dezembro de 2021, pela Netflix.

##### Músicas

###### Aberturas
Parte I - Phantom Blood
- Episódios: 2 ~ 9: "JoJo ~Sono Chi no Sadame~"por Hiroaki Tominaga

Parte II - Battle Tendency
- Episódios: 11 ~ 25: "BLOODY STREAM" por Coda

Parte III - Stardust Crusaders
- Episódios: 2 ~ 24: "STAND PROUD" por Jin Hashimoto
- Episódios: 25 ~ 48: "JoJo Sono Chi no Kioku ~End of THE WORLD~" por JO☆STARS (TOMMY, Coda, Jin Hashimoto)

Parte IV - Diamond is Unbreakable
- Episódios: 2 ~ 13: "Crazy Noisy Bizarre Town" por THE DU
- Episódios: 15 ~ 26: "Chase" por Batta
- Episódios: 27 ~ 39: "Great Days" por - Karen Aoki e Daisuke Hasegawa

Parte V - Vento Aureo
- Episódios: 2 ~ 21: "Fighting Gold" por Coda
- Episódios: 22 ~ 38:"Uragirimono no Requiem" por Daisuke Hasegawa

Parte VI - Stone Ocean
- Episodios: 1 ~ 24: "STONE OCEAN" por ichigo
- Episodios: 25 ~ 38: "Heaven's falling down" por sana (sajou no hana)

###### Encerramentos
Parte I - Phantom Blood
Parte II - Battle Tendency
- Episódios: 1 ~ 25: "Roundabout" por Yes
- Episódio 26: "BLOODY STREAM" por Coda

Parte III - Stardust Crusaders
- Episódios: 2 ~ 24: "Walk Like an Egyptian" por The Bangles
- Episódios: 25 ~ 48: "Last Train Home" por Pat Metheny Group
- Episódios 27, 36 e 37: "Akuyaku◇Concerto'' por Makoto Yasumura, Motoko Kumai e Hidenobu Kiuchi

Parte IV - Diamond is Unbreakable
- Episódios: 1 ~ 39: "I Want You" por Savage Garden

Parte V - Vento Aureo
- Episódios: 2 ~ 21: "Freek'N You" por Jodeci
- Episódios: 22 ~ 39: "Modern Crusaders" por Enigma

Parte VI - Stone Ocean
- Episodios: 1 ~ 37: "Distant Dreamer" por Duffy
- Episodio 38: "Roundabout" por Yes

### Filmes
Em 17 de fevereiro no Japão um filme longa-metragem foi adaptado da série 1 do mangá (Phantom Blood). A empresa A.P.P.P. e vários membros da produção original dos OVA's retornaram para produzir o filme, porém nunca houve um um lançamento doméstico pela má recepção do filme e por ter perdido a "essência" de Jojo's. O tema musical do filme foi composto pelo grupo japonês SOUL'd OUT sendo o single Voodoo Kingdom.
Em setembro de 2016, foi anunciado um filme em live action produzido pela Warner Bros Japan em conjunto com a Toho Pictures. O filme chama-se JoJo's Bizarre Adventure Diamond is Unbreakable - Chapter 1 e adapta a primeira metade da parte 4, Diamond is Unbreakable, tendo sido lançado no dia 4 de agosto de 2017 no Japão.

### Jogos
JoJo's Bizarre Adventure foi adaptado em vários jogos de videogame. O primeiro foi um RPG, baseado na terceira série do mangá que lançada em 1993 para o Super Famicom. Mais tarde, dois jogos de luta para arcade foram adaptados da terceira série do mangá pela Capcom, JoJo's Bizarre Adventure (relançado como JoJo's Venture no ocidente) e JoJo's Bizarre Adventure: Heritage for the Future (ジョジョの奇妙な冒険 未来への遺産), ambos em 1999 para a placa CPS-3. Posteriormente, receberam versões domésticas para Playstation e Dreamcast. Os jogos de luta foram uma das primeiras coisas de JoJo a serem relatados nos Estados Unidos, mostrando vários dos personagens da série aos jogadores ocidentais.
Um terceiro jogo foi lançado pela Capcom baseado na quinta série do mangá, intitulado GioGio's Bizarre Adventure: Golden Wind (ジョジョの奇妙な冒険: 黄金の旋風), sendo lançado para PlayStation 2 em 2002. Este jogo foi marcado para ser lançado na Europa como GioGio's Bizarre Adventure, mas isto não aconteceu por causa das muitas referências a nomes de bandas, e Araki estar pouco disposto chegar a um acordo na mudança de nomes para evitar processos. A Capcom originalmente estava disposta a lançar o jogo nos Estados Unidos, até mesmo uma versão jogável foi exibida na Electronic Entertainment Expo de 2002, mas nenhum plano adicional ou data de lançamento oficial foi anunciada desde então.
Um novo jogo foi feito pela Bandai titulado JoJo's Bizarre Adventure: Phantom Blood foi lançado no dia 26 de outubro de 2006 para PlayStation 2. A história basea-se na primeira série e traz um sistema levemente semelhante ao de Golden Wind. Araki conferiu pessoalmente a qualidade do jogo e sua fidelidade ao mangá original. O lançamento do jogo coincide com o lançamento do filme novo e o 25º aniversário da carreira de Hirohiko Araki no mundo do mangá. O próprio jogo inclui um disco bônus que celebra os 20 anos da franquia JoJo.
Em 2013 foi lançado o jogo de luta JoJo's Bizarre Adventure: All Star Battle. Foi lançado exclusivamente para PlayStation 3. O jogo tem cerca de 40 personagens de todos os arcos do mangá, desde Phantom Blood até JoJolion.
Em 2015, foi anunciado outro game chamado JoJo's Bizarre Adventure: Eyes of Heaven, exclusivo para os consoles da Sony, o PlayStation 3 e o PlayStation 4. Seu lançamento aconteceu em 17 de dezembro de 2015 no Japão; já na Europa e na América, o jogo foi lançado em 28 de Junho de 2016, como um exclusivo do Playstation 4. Diferente de outros jogos, Eyes of Heaven mostra uma história completamente nova e única que envolve viagem no tempo (o que justifica o encontro dos heróis de diferentes sagas). No Brasil, o jogo foi lançado com legendas completamente em português, sendo esta a primeira mídia de JoJo a ser oficialmente distribuída no Brasil.
JoJo’s Bizarre Adventure: Last Survivor, é um jogo estilo Battle royal da franquia, produzido pela Bandai. Seu ano de lançamento foi 2019.
JoJo's Bizarre Adventure: All Star Battle é um jogo de luta desenvolvido pela CyberConnect2 e publicado pela Namco Bandai Games para PlayStation 3. Baseado na longa série de mangá de Hirohiko Araki, JoJo's Bizarre Adventure, o jogo permite que os jogadores lutem entre si. outro usando 40 personagens retirados dos primeiros oito arcos da história, bem como um personagem convidado de outro mangá também criado por Araki (Baoh). O jogo foi lançado no Japão em 29 de agosto de 2013, e foi lançado internacionalmente no final de abril de 2014. Uma remasterização com conteúdo adicional, intitulada JoJo's Bizarre Adventure: All Star Battle-R foi lançada para Nintendo Switch, PlayStation 4, PlayStation 5, Xbox One, Xbox Series X/S e Microsoft Windows via Steam em 2 de setembro de 2022.

Além destes jogos, Alguns protagonistas da parte 1 ao 5, teve participações especiais em Jogos da Weekly Shounen Jump, Super Famicom Jump, Super Famicom Jump II, Jump Super Stars, Jump Ultimate Stars, J-Stars Victory VS., Jump Stadium e Jump Force.